# Suelle Oliveira
Suelle do Prado Oliveira (Curitiba, 29 aprile 1987) è una pallavolista brasiliana, schiacciatrice del Bauru.

## Carriera

### Club
La carriera di Suelle Oliveira inizia a livello giovanile, giocando nel Paraná e col Paraná Clube. Debutta da professionista nella stagione 2002-03 esordendo nella Superliga brasiliana con la maglia del Paraná, vincendo un Campionato Paranaense. In seguito, per tre campionati, veste la maglia del São Caetano, ma senza ottenere grandi risultati.
Gioca poi dal 2007-08 al 2008-09 con Finasa, vincendo la Coppa del Brasile 2008, due edizioni del Campionato Paulista ed una della Coppa San Paolo; in Superliga però arrivano due finali perse contro il Rio de Janeiro.
Nelle tre annate successive è in altrettanti club: nel 2009-10 viene ingaggiata dal Brusque; nel 2010-11 gioca col Rio de Janeiro, vincendo il Campionato Carioca ed il primo scudetto della sua carriera; mentre nel 2011-12 passa al Praia Clube, vincendo il Campionato Mineiro.
Nella stagione 2012-13 viene ingaggiata dal Sesi, col quale vince la Coppa San Paolo, mentre nella stagione 2013-14 si aggiudica il Campionato sudamericano per club.
Nel campionato 2015-16 firma per l'Osasco, mentre nel campionato seguente si accasa col Pinheiros, dove resta fino al gennaio 2017, quando si trasferisce al Barueri, conquistando la promozione della Superliga Série B alla massima divisione brasiliana, che torna a disputare nella stagione 2017-18, prima di trasferirsi per la prima volta all'estero, andando in Giappone nella stagione seguente, partecipando alla V.League Division 2 con le Victorina Himeji e centrando la promozione in V.League Division 1.
Dopo un'annata di inattività, torna in campo nel campionato 2020-21, difendendo i colori del Bauru, nuovamente nella massima divisione brasiliana.

### Nazionale
Gioca con le selezioni giovanili brasiliane, vincendo il campionato sudamericano Under-20 2004 ed il campionato mondiale Under-20 2005. Nel 2008 debutta nella nazionale brasiliana maggiore con la quale disputa la finale della Coppa panamericana; in seguito vince la medaglia d'oro Coppa panamericana 2011 e quella di bronzo al World Grand Prix 2015.

## Palmarès

### Club
- Campionato brasiliano: 1

2010-11
- Coppa del Brasile: 1

2007
- Campionato Paranaense: 1

2007
- Campionato Paulista: 2

2007, 2008
- Campionato Carioca: 1

2010
- Campionato Mineiro: 1

2011
- Coppa San Paolo: 2

2008, 2012
- Campionato sudamericano per club: 1

2014

### Nazionale (competizioni minori)
- Campionato sudamericano Under-20 2004
- Campionato mondiale Under-20 2005
- Coppa panamericana 2008
- Coppa panamericana 2011

### Premi individuali
- 2014 - Campionato mondiale per club: Miglior schiacciatrice